# Manouria
Manouria és un gènere de tortuga de la família dels Testudinidae, que viuen al sud-est asiàtic.

## Taxonomia
Conté dues espècies actual i una extinta espècies:
- Manouria impressa - tortuga gravada
- Manouria emys - tortuga muntesa
- Manouria sondaari — una tortuga gegant de terra extinta autòctona de l'illa de Luzon, a les Filipines.[2]